# Экснер, Вирджел
Вирджил Экснер (англ. Virgil Exner, 24 сентября 1909 года, Анн-Арбор, Мичиган — 22 декабря 1973 года, Ройал-Ок, Мичиган)) — автомобильный дизайнер множества американских компаний, наиболее известные из которых «Chrysler» и «Studebaker Corporation». Его дизайн был назван «Взгляд вперёд» (Forward Look). Экснер смог воплотить в жизнь то, что на сегодняшний день называется «классикой американской автомобильной промышленности»: большие «ребра» на крыльях автомобиля, раздутые бампера и капоты. При этом Экснер заботился как об эстетике автомобиля, так и об аэродинамике.

## Биография
Вирджил Экснер родился в Анн-Арборе, в сельском районе юго-западного штата Мичиган. Он был приёмным сыном семьи Джорджа и Ивы Экснер. Среднее образование получил в школе в Бьюкенене. С раннего детства мечтал проектировать автомобили, поступил в близлежащий Университет Нотр-Дам для изучения искусства и стилистики. После двухлетнего обучения его приняли на работу иллюстратором в местное агентство, связанное с рекламным отделом Studebaker. В 1931 году он женился на Милдред Мари Эшлемана, которая также работала в данной студии. 17 апреля 1933 года у них родился ребёнок, которого они назвали в честь отца — Вирджил Экснер-младший.

## Начало карьеры
Один из его шефов в рекламном агентстве знал Харли Эрла, мастера автомобильного дизайна, а также основателя и руководителя отдела стайлинга General Motors. Он же предложил Экснеру показать свои эскизы и попробовать устроится к нему на работу. В 1934 году Экснер начал работать в General Motors в отделе «Искусства и цвета». В 27 лет он был назначен руководителем студии Pontiac. Проработал в течение двух лет. После чего он и несколько других дизайнеров GM были приглашены на работу в компанию промышленного дизайна Реймонда Лоуи в Нью-Йорке.
Вскоре Экснер вернулся назад в Саут-Бенд, так как фирма Лоуи была связана с отделом дизайна Studebaker. Экснеру нравилось работать дома. Он был разочарован стилем управления Лоуи, на этом основании вспыхнули противоречия. Экснер при поддержке главного инженера Роя Коула создал альтернативное предложенное для Лоуи — дизайн для автомобиля «Studebaker 1947 года». После этого конфликта Лоуи уволил Экснера. Сразу после увольнения он был принят в компанию Studebaker. Внезапная отставка Коула означала, что Экснер потерял своего самого надежного союзника. Коул в свою очередь посоветовал ему принять поступившее предложение от компании Chrysler, переехать в Детройт, чтобы управлять студией перспективного дизайна, где Экснер мог создать то, что в те времена называли автомобильными «идеями». 18 января 1949 года Вирджил Экснер получил дизайнерский патент.

## Вклад в автомобилестроение
Внешний облик кузовов компании Chrysler были созданы инженерами, а не дизайнерами и плохо продавались на автомобильном рынке. После того, как Экснер присоединился к компании, он изменил структуру производства, а потом получил контроль над процессом проектирования, включая глиняные прототипы и плашки моделей, используемые для создания технологической оснастки. Это была революция в стилистике Chrysler, проявилась она в придании аэродинамичности и нарочитой скульптурности модельному ряду Forward Look, появившемуся в 1955 году. Они стали новым лицом американского автоконцерна.
Президент Chrysler К.Т. Келлер хотел, чтобы для нового мотора Hemi V8 мощностью 310 л.с была создана особенная машина. Экснер создал дизайн этого «мускульного автомобиля» Chrysler-300, который был построен мастерами самой известной итальянской фирмы Ghia. «Мускулы» новинки проявились и на гоночных треках — в середине 50-х годов «Спортсмен» от «Chrysler» ставил рекорд за рекордом и покорял кольцевые трассы США и Европы. В заезде в Daytona Beach Chrysler 300 показал рекордную для пятидесятых скорость — 230 км/ч. Далее на всех разрабатываемых моделях Chrysler появлялись «хвостовые плавники», которые улучшали маневренность на высоких скоростях. Экснер опускал крыши для изящности автомобилей, делая их более обтекаемыми и агрессивными.
В 1956 году Экснер перенес сердечный приступ и возобновил работу в 1957 году. Он был избран директором дизайнерской студии в компании Chrysler и объединился со своим сыном, Вирджилом Экснером-младшим, для проектирование оборудование для «Buehler Corporation». В 1963 году разработал серию «Revival Cars» (Возрождённые автомобили) для компании американской «Duesenberg», но участвовать в этом проекте 1970 года не удалось ввиду ухудшившегося здоровья.
Вирджил Экснер умер от сердечной недостаточности 22 декабря 1973 года в больнице Уильяма Бомонта в Ройал-Ок, штат Мичиган.

## Список спроектированных автомобилей
- DeSoto 1955—1961
- Studebaker Champion[англ.]
- Studebaker Starlight[англ.]
- Chrysler C-200 Concept 1952
- Chrysler Sports Coupe d’Elegance Concept 1953 (later produced, as VW Karmann Ghia)[6]
- Chrysler New Yorker 1956
- Chrysler 300 letter series[англ.]
- Chrysler 300 non-letter series[англ.]
- Imperial 1955—1961[англ.]
- Chrysler Diablo Concept 1957 with Ghia
- Plymouth Savoy[англ.]
- Plymouth XNR
- Plymouth Belvedere
- Plymouth Fury[англ.]
- Plymouth Suburban[англ.]
- Dodge Coronet
- Dodge Firearrow Concept
- DeSoto 1961[англ.]
- DeSoto Adventurer[англ.]
- Bugatti 1965 concept with Ghia
- Mercer-Cobra 1965 concept
- Duesenberg 1966 prototype with Ghia
- Stutz Blackhawk[англ.]